# Oranjegele lijnbladroller
De oranjegele lijnbladroller (Celypha cespitana) is een nachtvlinder uit de familie Tortricidae, de bladrollers. De spanwijdte van de vlinder bedraagt circa 15 millimeter. De soort komt verspreid over het Palearctisch en Nearctisch gebied voor.

## Waardplanten
De oranjegele lijnbladroller heeft allerlei kruidachtige planten als waardplanten.

## Voorkomen in Nederland en België
De oranjegele lijnbladroller is in Nederland een niet zo algemene en in België een schaarse soort. De soort wordt verspreid over vrijwel het hele gebied gezien en vliegt van eind mei tot in september.